# Hay Mohammadi
Pour les articles homonymes, voir Mohammadi.
 (septembre 2017).
Si vous disposez d'ouvrages ou d'articles de référence ou si vous connaissez des sites web de qualité traitant du thème abordé ici, merci de compléter l'article en donnant les références utiles à sa vérifiabilité et en les liant à la section « Notes et références ».
Hay Mohammadi est un quartier industriel et résidentiel situé au Nord-Est de Casablanca au Maroc. C'est l'un des trois arrondissements de la préfecture d'Aïn Sebaâ-Hay Mohammadi situé dans la préfecture de Casablanca au sein de la région du Grand Casablanca.

## Lieux notables
La commune accueille de nombreuses entreprises de la capitale économique du royaume.
On y trouve une mosquée, inaugurée par le roi Mohammed V et deux casernes, un grand marché, une des plus grandes kissariya (un grand marché qui contient des magasins de vêtements/chaussures et propose un large choix de tissus, lainages, etc.) de Casablanca. 
Le groupe Nass El Ghiwane originaire du quartier Hay Mohammadi avait été surnommé « Les Rolling Stones » du Maroc dans les années 1970.

## Situation de la commune
Actuellement cette commune fait partie d'une préfecture qui connait des problèmes à différents niveaux : politiques, administratifs, sportifs et culturels. Sur le plan administratif il existe une forte corruption, au point où l'ancien gouverneur, Laafora, l'ancien président de la commune des Roches-Noires, Slimani, et les anciens présidents de la commune de Aïn Sebaâ, Abderrazak Affilal et son successeur, ainsi que quelques conseillers, ont été condamnés à des peines d'emprisonnement variant de 3 à 15 ans de prison ferme pour plusieurs accusations touchant les biens publics. Sur le plan politique, la commune est privée de son président depuis plusieurs années, ce dernier étant toujours malade, son adjoint seraient souvent absent, les bureaux de la commune seraient également vide, sans conseillers ni employés[réf. nécessaire]. Sur le plan sportif, la commune n'a pas d'équipe de football officiel, et aucune activité sportive n'est proposé.[réf. nécessaire] Sur le plan culturel, la culture ne propose pas non plus d'activité[réf. nécessaire]. 
La population de cette commune est très pauvre, avec un niveau de vie très faible qui ne dépasse pas les 2 dollars par jour pour la majorité des familles. Sur le plan politique, la population tend à opter pour des partis nationalistes et islamiques. Ainsi, lors des élections législatives de 2002, à peu près 70 % de la population a voté pour le Parti de la justice et du développement (PJD) et a fait passer 3 élus au parlement, mais l'intervention des autorités a laissé passer uniquement 2 élus, pour permettre aux autres partis de participer comme l'Union socialiste des forces populaires et le Parti de l'Istiqlal.[réf. nécessaire]
Ces dernières années, la société civile commence à intervenir pour promouvoir ce quartier notamment avec :
- L'association Adil Alwaref de Zaraba (son président Assi).
- L'association sociale Dar lamane avec son nouveau président Karim Glaibi.
- L'association Ibnou Rochd qui était présidée par Mohammed Rharouity[3].
- L'association Initiative Urbaine Présidée Par Abdeljalil Bakkar www.iuhm.org